# Gara Bălți-Slobozia
Gara Bălți-Slobozia sau Gara de Nord este cel mai important nod feroviar din municipiul Bălți și nordul Republicii Moldova. în 2012 s-au vândut bilete în traficul suburban unui număr de 314.061 călători.

## Istorie
Construcția liniei ferate Slobozia-Râbnița-Bălți-Ocnița-Noua Suliță a început în 1892. Lucrăile decurgeau extrem de greu. Ridicarea terasamentului de pământ era îngreunată din cauza mlaștinilor, iar șinele și traversele erau așezate manual. La 12 noiembrie 1893, de la gara construită în satul Slobozia-Bălților, o suburbie a orașului Bălți, a pornit spre Ocnița prima garnitură de tren.

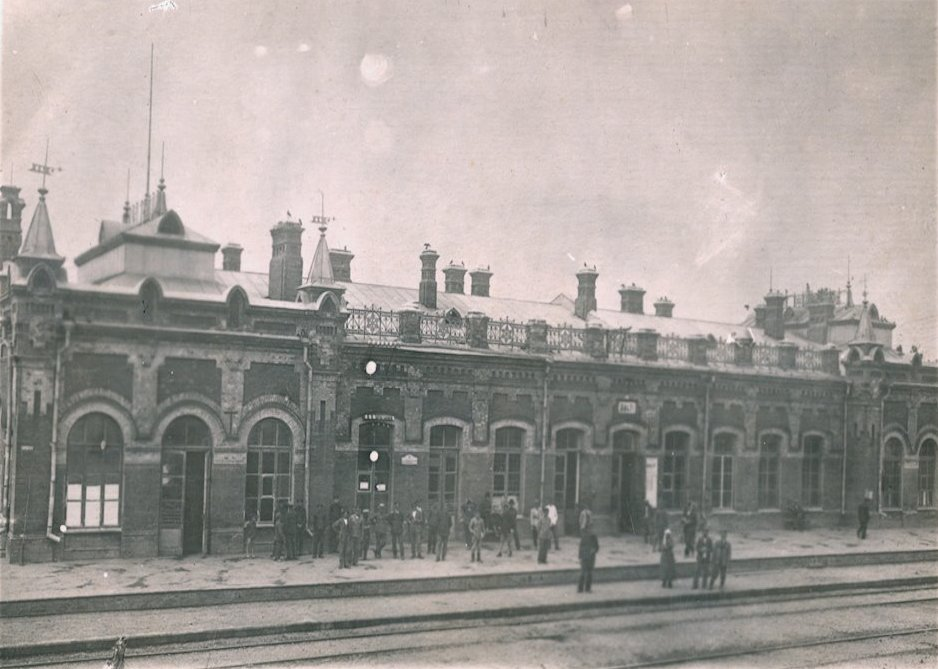
Gara Bălţi-Slobozia în perioada interbelică

Începînd cu 6 iulie 1949, din gara feroviară Bălți-Slobozia au fost deportați în Siberia mii de basarabeni în cadrul operațiunii „Iug” (în rusă Юг), adică „Sud”. Operațiunea a fost desfășurată de către autoritățile sovietice, fiind ridicate circa 12 mii de familii basarabene.
Complexul de clădiri ale stației de cale ferată este un monument arhitectural de importanță națională inclus în Registrul monumentelor Republicii Moldova ocrotite de stat cu nr. 27 (municipiul Bălți).
În decembrie 1970 a fost dat în exploatare un nou edificiu al Gării Bălți-Slobozia.

## Distanțe față de alte orașe (gări) din Moldova
- Bălți și Ocnița - 105 km
- Bălți și Ungheni - 63 km
- Bălți și Rogojeni - 50 km